# استان عثمانیه
عُثمانیه (به ترکی استانبولی: Osmaniye) نام یکی از استان‌های ناحیه مدیترانه ترکیه است که مرکز آن هم شهر عثمانیه است.

## شهرستان‌ها
این استان از یک منطقه شهری (عثمانیه) و ۶ شهرستان تشکیل شده:

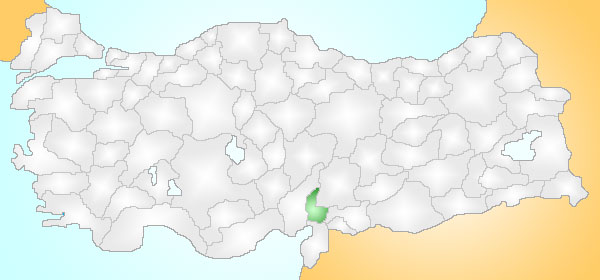
جانَمای استان عثمانیه بر روی نقشه ترکیه.

- باهچه
- دوزیچی
- حسن‌بیلی
- کادیرلی
- سومباس
- توپراق‌قلعه

## نگارخانه

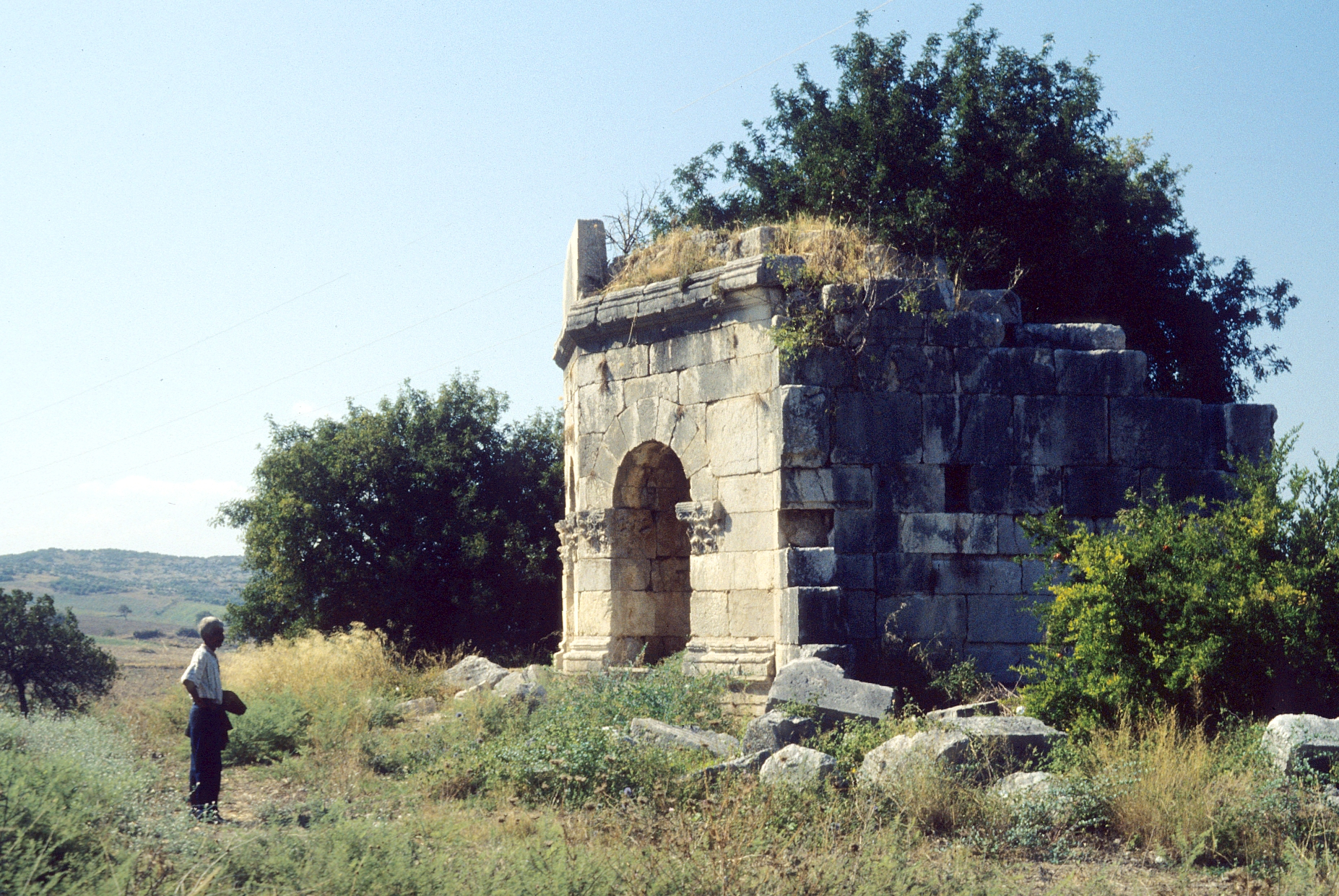
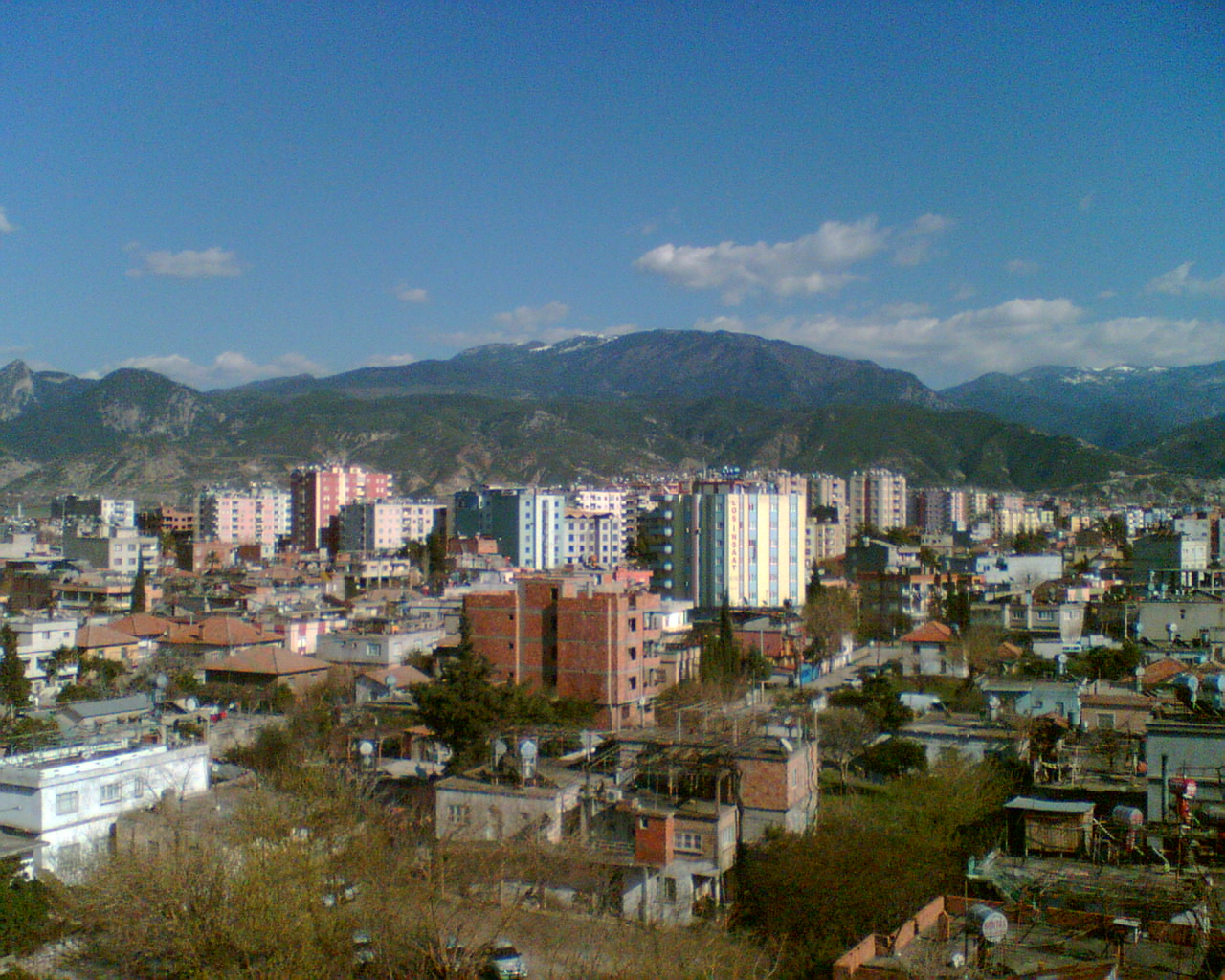